# Elliotherium
Elliotherium — вимерлий рід цинодонтів, який існував у Південній Африці у верхньому тріасовому періоді. Типовим видом є Elliotherium kersteni, названий на честь формації Елліот, у якій були знайдені скам'янілості.